# 田夫人 (錢元瓘)
田夫人（?—?），中国五代十国吴越第二代国主钱传瓘（後名錢元瓘）之第一任夫人。唐朝宣州节度使田頵的女儿。
902年，钱传瓘的父亲钱鏐的部下许再思等人叛钱鏐，请田頵发兵助他们攻打钱鏐。因為要和田頵和解，16岁钱传瓘自告奋勇去宣州做田頵的女婿，實情是人质，差点被杀，田頵失敗之後返回杭州，钱、田的婚姻也断绝。田頵內弟郭師從一直保護錢傳瓘，跟錢傳瓘一起前往杭州，被錢鏐任命為都虞侯，但田夫人不知所終。